# 2013年哲學
2013年哲學事件  

## 事件
- 第二十三屆世界哲學大會於2013年8月4日至8月10日在希臘雅典舉行。[1]由國際哲學社會聯合會（英语：International Federation of Philosophical Societies）與希臘哲學學會（Greek Philosophical Society）合作舉辦。
- 丹麥哥本哈根慶祝齊克果誕生200周年，2013年5月6日至5月8日在哥本哈根以及眾多其他城市舉行齊克果哲學與神學研討會。[2]由國際齊克果協會（英语：International Kierkegaard Society）和哥本哈根大学組織。

## 著作
- 喬治·帕蒂森（英语：George Pattison），《齊克果所追求的正確生活》（Kierkegaard and the Quest for Unambiguous Life）（2013）[3]。

## 死亡
- 1月13日 - 迪奧根斯·艾倫（英语：Diogenes Allen）美國哲學家和神學家，1932年出生，80歲[4]。
- 1月19日 - 朱莉婭·佩內洛普（英语：Julia Penelope） 美國語言學家，作家和哲學家。女同性戀和女性主義批判思想家，1941年出生，71歲[5]。
- 1月28日 - 许良英 中國科學史家、思想家、社會活動家，1920年出生，94歲[6]。
- 2月10日 - 大衛‧哈特曼（英语：David Hartman （rabbi））以色列和猶太作家、哲學家。1931年出生，83歲[7]。
- 2月10日 - 歐亨尼奧‧特里亞斯（英语：Eugenio Trías Sagnier）幾乎給每哲學分支都有接觸，被譽為最重要的思想家，曾獲得尼采獎（英语：Friedrich_Nietzsche_Prize）（相當於哲學界的諾貝爾獎）。1942年出生，72歲。
- 2月11日 - 克日什托夫·米哈爾斯基（英语：Krzysztof Michalski）波蘭哲學家 1948年出生，64歲[8] 。
- 2月14日 - 罗纳德·德沃金美國哲學家、法學家、美國憲法學者 1931年出生，82歲。白血病在英國倫敦逝世。[9][10]
- 2月16日 - 克日什托夫·米哈爾斯基（英语：Grigory Pomerants）俄羅斯哲學家和文化理論家。1918年出生，94歲[11]。
- 4月10日 - 雷蒙·布东 法國社會學家。1934年出生，79歲[12][13]。
- 5月8日 - 達拉斯·阿爾伯特·威拉德（英语：Dallas Willard）美國哲學家，主要從事現象學。1935年出生，77歲，死於癌症[14]。
- 7月24日 - 弗雷德·德雷茨克（英语：Fred Dretske） 美國的哲學家，主要從事認識論和心靈哲學，1932年出生，80歲[15]。
- 12月5日 - 科林·威爾遜（英语：Colin Wilson） 英國作家、哲學家和小說家，寫了相當多的哲學小說。1931年出生，82歲，死於肺炎[16]。
- 12月21日 - 彼得·托馬斯·蓋奇（英语：Peter Geach） 英國哲學家，主要從事哲學史、哲学逻辑、元伦理学，1916年出生，97歲[17]。